# Annette Carell
Pour les articles homonymes, voir Carell.
Annette Carell, née Anneliese Erlanger le 7 janvier 1926 à Nuremberg et morte le 20 octobre 1967 à Londres, est une actrice américaine d'origine allemande, active au théâtre, au cinéma et à la télévision.

## Biographie
Elle est la fille de Stephen Erlanger et Lilly Kromwell. La famille, juive, fuit l'Allemagne nazie à la fin des années 30 pour se réfugier en Angleterre. En 1942, ils émigrent aux Etats-Unis. Annette Carell est naturalisée américaine le 12 février 1944 à Boston. Elle rejoint la Leland Powers School.
Sous le nom de Annette Erlanger, elle joue en 1945 au Washington National Theatre dans la pièce de Robert E. Sherwood The Rugged Path, dont la vedette est Spencer Tracy.
Elle a été initialement choisie pour le rôle de Mme Fothergill dans Modesty Blaise, mais a été remplacée par Rossella Falk. Les deux biographies du réalisateur du film, Joseph Losey, épellent mal son nom de famille comme "Cavell".
Elle se suicide par absorption de barbituriques à son domicile à Londres le 20 octobre 1967.

## Vie privée
Mariée à Gerald Savory (1er septembre 1953-20 octobre 1967 son décès)

## Filmographie

### Cinema
- 1952 : The sergeant's daughter : Bettina von Laufen
- 1953 : Martin Luther : Katherine von Baura
- 1960 : Derrière le rideau : Governor
- 1960 : The Tell-Tale Heart (en) : Landlady
- 1961 : Wings of death (court métrage) : Marie
- 1961 : Return of a Stranger (en) : Matron
- 1961 : Two Wives at One Wedding (en) : Marie
- 1965 : Darling chérie (Darling) : Billie Castiglione
- 1967 : The Vulture (en) : Ellen West
- 1967 : Chaque soir à neuf heures (Our Mother's House) : Mother

### Télévision
- 1950-1951 : Studio one (série télévisée) :  2 épisodes
- 1954 : Robert Montgomery Presents  (épisode : The seventeenth of June) : rôle sans nom
- 1956 : Armchair Theatre  (épisode : The outsider) : Madame Klost
- 1957 : The Queen and the rebels (téléfilm) : Elizabetta
- 1957 : BBC Sunday Night Theatre  (épisode : The lass of Richmond Hill) : Princess Caroline of Brunswick
- 1956-1957 : ITV Television Playhouse (série télévisée) : 3 épisodes
- 1957 : Hour of mystery  (épisode : Sound alibi) : Helen Webster
- 1958 : Television World Theatre  (épisode : The captain of Koepenick) : sick girl
- 1958 : Saturday Playhouse  (épisode : So many children) : Anna Kirsten
- 1959 : Love and Mr Lewisham (série télévisée) 5 épisodes : Miss Alice Heydinger
- 1959 : Bleak House (série télévisée) 5 épisodes : Mademoiselle Hortense
- 1960 : International Detective  (épisode : The Raffael case) : Rose Di Marco
- 1960 : No hiding place  (épisode : Bed of roses) : Claudine van Buren
- 1960 : Maigret, série télévisée britannique (épisode : Liberty bar) : Sylvie
- 1961 : Probation officer  (série télévisée)  saison 2 épisode 27 : Olivia Crichton
- 1961 : One Step Beyond  (épisode : The prisoner) : Frieda Hessler
- 1961 : ITV Play of the week  (épisode : The burden of proof) : Margery Bellows
- 1961 : Emergency-Ward 10 (série télévisée) 4 épisodes : Elaine Carr
- 1962 : Dixon of Dock Green  (épisode : A special king of Jones) : Ada Jones
- 1962 : The six proud Walkers (série télévisée) 3 épisodes : Miss Manson
- 1962 : Outbreak of murder (série télévisée) 2 épisodes : Sugar Bayliss
- 1962 : Compact (série télévisée) 4 épisodes : Madame Houssin
- 1963 : The human jungle  (épisode : The flip side man) : Laurie
- 1963 : The scales of justice  (épisode : The invisible asset) : Joyce
- 1963-1965 : Crane (série télévisée) 2 épisodes : Giulia Bauer
- 1964 : Sergeant Corck  (épisode : The case of the six suspects) : Clara Lancing
- 1965 : Le Saint  (épisode : Les trois madame Oddington) : Katerina
- 1965 : Buddenbrooks (série télévisée) 5 épisodes : Gerda Arnoldsen
- 1965 : BBC Play of the month  (épisode : The Joel Brand story) : Hansi Brand
- 1966 : The man who never was  (épisode : Search for a bent twig) : Kaeth Van Zeeland
- 1966 : Alias le baron  (épisode : Un aussi long voyage) : Eleanor Saumarez
- 1966 : Out of the unknow  (épisode : The fastest draw) : Emma Bowles
- 1967 : Adam Adamant Lives!  (épisode : Conspiracy of death) : Monique
- 1967 : Chapeau melon et bottes de cuir  (épisode : Les marchands de peur) : Dr Voss
- 1967 : Z Cars 2 épisodes : Nina Papadopoulos
- 1967 : Theatre 625  (épisode : Firebrand) : Anna
- 1967 : Le Prisonnier  (épisode : A, B et C) : B
- 1967 : L'Homme à la valise (épisode : La Vénus disparue) : Miss Gilchrist
- 1967 : The Informer épisode Your money or your life : Moira Hepworth

Cet article est partiellemement tiré du Wikipédia anglais.